# کلاغ بیسمارک
کلاغ بیسمارک(نام علمی: Corvus orru insularis) نام یک زیرگونه از سرده کلاغ است.